# Copa do Mundo de Esqui Alpino de 1988
A Copa do Mundo de Esqui Alpino de 1988 foi a 22º edição da Copa do Mundo, ela foi iniciada em dezembro de 1987 na Itália e finalizada em março de 1987 na Áustria.
O suíço Pirmin Zurbriggen venceu no masculino, enquanto no feminino a suíça Michela Figini foi a campeã geral.